# Nagroda Brytyjskiej Akademii Filmowej
Nagrody Brytyjskiej Akademii Filmowej (oryg. British Academy Film Awards) – corocznie przyznawane nagrody w dziedzinie filmu, przez Brytyjską Akademię Sztuk Filmowych i Telewizyjnych. Nagroda jest brytyjskim odpowiednikiem amerykańskich Oscarów.
Od 2008 roku ceremonie wręczenia nagród odbywają się w Royal Opera House, dokąd zostały przeniesione z kina Odeon na Leicester Square.
Nagrody potocznie nazywane są nagrodami BAFTA, choć to oddział Akademii Filmowej przyznaje nagrody w dziedzinie filmu. Laureaci nagród otrzymują statuetkę zwaną Złotą Maską.

## Historia
Brytyjska Akademia Sztuk Filmowych i Telewizyjnych została założona w 1947 roku, jako "The British Film Academy" ("Brytyjska Akademia Filmowa") przez Alexandra Kordę, Charlesa Laughtona, Davida Leana, Rogera Manvella, Carola Reeda i innych; następnie połączona została w 1958 r. z "The Guild of Television Producers and Directors", co pozwoliło stworzyć "The Society of Film and Television", które w 1976 stało się "British Academy of Film and Television Arts" − BAFTA.
Kształt obecnej statuetki nagrody został zaprojektowany przez amerykańską rzeźbiarkę Mitzi Cunliffe w 1955 roku. Statuetka przedstawia złotą maskę teatralną, stąd oficjalna nazwa statuetki Złota Maska.

## Nagroda
Nagrody w dziedzinie filmu zostały po raz pierwszy wręczone w 1948 roku (nagrody przyznano za rok 1947) w trzech kategoriach. Były to pierwsze nagrody przyznane w ogóle przez BAFTĘ (nagrody telewizyjne przyznawane są od 1954 roku). Obecnie Nagrody Brytyjskiej Akademii Filmowej przyznawane są w 23. kategoriach, oraz w kilku kategoriach specjalnych.

### Kategorie
Filmy
- Nagroda Brytyjskiej Akademii Filmowej za najlepszy film (przyznawana od 1948 roku)
- Nagroda Brytyjskiej Akademii Filmowej za najlepszy film brytyjski (przyznawana od 1948 roku)
- Nagroda Brytyjskiej Akademii Filmowej za najlepszy film nieanglojęzyczny (przyznawana od 1948 roku)
- Nagroda Brytyjskiej Akademii Filmowej za najlepszy film krótkometrażowy (przyznawana od 1980 roku)
- Nagroda Brytyjskiej Akademii Filmowej za najlepszy film animowany (przyznawana od 2006 roku)
- Nagroda Brytyjskiej Akademii Filmowej za najlepszy krótkometrażowy film animowany (przyznawana od 2006 roku)

Twórcy
- Nagroda Brytyjskiej Akademii Filmowej dla najlepszego aktora pierwszoplanowego (przyznawana od 1953 roku)
- Nagroda Brytyjskiej Akademii Filmowej dla najlepszej aktorki pierwszoplanowej (przyznawana od 1953 roku)
- Nagroda Brytyjskiej Akademii Filmowej za najlepszą reżyserię (przyznawana od 1969 roku)
- Nagroda Brytyjskiej Akademii Filmowej dla najlepszego aktora drugoplanowego (przyznawana od 1969 roku)
- Nagroda Brytyjskiej Akademii Filmowej dla najlepszej aktorki drugoplanowej (przyznawana od 1969 roku)
- Nagroda Brytyjskiej Akademii Filmowej za najlepsze zdjęcia (przyznawana od 1969 roku)
- Nagroda Brytyjskiej Akademii Filmowej za najlepszy dźwięk (przyznawana od 1969 roku)
- Nagroda Brytyjskiej Akademii Filmowej za najlepszą muzykę (przyznawana od 1969 roku)
- Nagroda Brytyjskiej Akademii Filmowej za najlepszą scenografię (przyznawana od 1969 roku)
- Nagroda Brytyjskiej Akademii Filmowej za najlepsze kostiumy (przyznawana od 1969 roku)
- Nagroda Brytyjskiej Akademii Filmowej za najlepszy montaż (przyznawana od 1978 roku)
- Nagroda Brytyjskiej Akademii Filmowej za najlepsze efekty specjalne (przyznawana od 1983 roku)
- Nagroda Brytyjskiej Akademii Filmowej za najlepszą charakteryzację i fryzury (przyznawana od 1983 roku)
- Nagroda Brytyjskiej Akademii Filmowej za najlepszy scenariusz oryginalny (przyznawana od 1984 roku)
- Nagroda Brytyjskiej Akademii Filmowej za najlepszy scenariusz adaptowany (przyznawana od 1984 roku)

Nagrody specjalne
- BAFTA Fellowship (przyznawana od 1971 roku)
- Nagroda Brytyjskiej Akademii Filmowej za najlepszy debiut brytyjskiego scenarzysty, reżysera lub producenta (przyznawana od 1998 roku)
- Nagroda Brytyjskiej Akademii Filmowej dla wschodzącej gwiazdy (przyznawana od 2006 roku)

Dawniejsze kategorie
- Nagroda Brytyjskiej Akademii Filmowej za najlepszy scenariusz (przyznawana od 1969 do 1983 roku)
- Nagroda Brytyjskiej Akademii Filmowej za najlepszy brytyjski scenariusz (przyznawana od 1955 do 1968 roku)
- Nagroda Brytyjskiej Akademii Filmowej za najlepszy debiut aktorski (przyznawana od 1952 do 1984 roku)